# Esymus alkani
Esymus alkani är en skalbaggsart som beskrevs av Rudolph Petrovitz 1963. Esymus alkani ingår i släktet Esymus och familjen Aphodiidae. Inga underarter finns listade i Catalogue of Life.